# English Premier Ice Hockey League 2013/14
Die Saison 2013/14 war die 16. Austragung der English Premier Ice Hockey League.

## Modus und Teilnehmer
An der zweithöchsten Liga nehmen ausschließlich englische Mannschaften teil. Es wurden drei Runden, jeweils mit Hin- und Rückspiel gespielt.
| Platz | Mannschaft              | Spiele | S  | SO/P | NO/P | N  | Tore    | Punkte |
| ----- | ----------------------- | ------ | -- | ---- | ---- | -- | ------- | ------ |
| 1     | Manchester Phoenix      | 54     | 33 | 6    | 2    | 13 | 232:157 | 80     |
| 2     | Basingstoke Bison       | 54     | 31 | 5    | 2    | 16 | 205:159 | 74     |
| 3     | Guildford Flames        | 54     | 27 | 5    | 5    | 17 | 213:174 | 69     |
| 4     | Milton Keynes Lightning | 54     | 24 | 6    | 4    | 20 | 198:181 | 64     |
| 5     | Swindon Wildcats        | 54     | 24 | 5    | 2    | 23 | 189:170 | 60     |
| 6     | Telford Tigers          | 54     | 24 | 4    | 1    | 25 | 193:182 | 57     |
| 7     | Sheffield Steeldogs     | 54     | 18 | 2    | 8    | 26 | 194:226 | 48     |
| 8     | Bracknell Bees          | 54     | 17 | 4    | 4    | 29 | 168:210 | 46     |
| 9     | Peterborough Phantoms   | 54     | 18 | 0    | 8    | 28 | 177:224 | 44     |
| 10    | Slough Jets             | 54     | 15 | 2    | 3    | 34 | 160:246 | 37     |

Legende: S–Siege, SO/P–Siege nach Overtime oder Penalty, NO/P–Niederlage nach Overtime oder Penalty, N–Niederlage

## Play-offs
Die Spiele der ersten Play-off-Runde wurden im Modus mit Hin- und Rückspielen durchgeführt. Sie fanden am 29. und 30. März 2014 statt.

### Final Four
Die entscheidenden Spiele der Saison wurden in einem Finalturnier am 5. und 6. April 2014 in Coventry ausgetragen.
Halbfinale
| 5. April 2014 | Manchester Phoenix | 4:3 n. V. (1:1, 1:2, 1:0, 1:0) | Swindon Wildcats | Coventry |

| 5. April 2014 | Basingstoke Bison | 5:2 (1:1, 3:0, 1:1) | Guildford Flames | Coventry |

Finale
| 6. April 2014 | Basingstoke Bison | 5:3 (0:0, 2:1, 3:2) | Manchester Phoenix | Coventry |

## Auszeichnungen
Journalisten wählten Luke Boothroyd (Manchester Phoenix) zum besten Spieler, Tony Hand (Manchester Phoenix) zum besten Trainer.
In die Auswahl der Ersten Mannschaft kamen:
Tor: Stephen Fone (Manchester)
Verteidigung: Luke Boothroyd (Manchester) – Kurt Reynolds (Basingstoke)
Sturm: Lubomir Korhon (Sheffield) – Tomáš Karpov (Basingstoke) – Michal Pšurný (Manchester).
In die Zweite Mannschaft wurden gewählt:
Tor:  Dean Skinns (Basingstoke)
Verteidigung: Robert Schnabel (Manchester) – Zach Sullivan (Basingstoke)
Sturm: Tony Hand (Manchester) – Robin Kovar (Manchester) – Stanislav Lašček (Milton Keynes).